# داني برين
داني برين هو سياسي كندي، ولد في عقد 1960. نشط حزبياً في حزب المحافظين التقدمي في نيوفندلاند ولابرادور ‏.